# Pereiro de Palhacana
Pereiro de Palhacana is een plaats (freguesia) in de Portugese gemeente Alenquer en telt 591 inwoners (2001).